# Faleasiu
Faleasiu – miejscowość w Samoa, na wyspie Upolu. W 2016 roku liczyło 4177 mieszkańców. Trzecie co do wielkości miasto kraju.